# 西バルト語群
西バルト語群はインド・ヨーロッパ語族バルト語派のもとに属する言語群。

## 分類
- 西バルト語群
  - プロシア語†
  - ガリンディア語†
  - スカロヴィア語†
  - スドヴィア語†

## 歴史
この語群に属する言語は全て絶滅した。紀元前5世紀ころ、バルト祖語は東バルト語群と西バルト語群に分裂した。そのうち西バルト語群はキリスト教時代の初め、ゴート人からも影響を受けた。民族移動時代の後、西バルト語群はいくつかの似通った言語に分裂した。